# ورد رمادي أزرق
ورد رمادي أزرق (الاسم العلمي:Rosa caesia) هو نوع من النباتات يتبع جنس الورد من الفصيلة الوردية.